# قلعه ماهانه‌سر
قلعه ماهانه‌سر یا قلعه ماهان سر مربوط به دوره قبل و بعد از اسلام است و در گذشته در شهرستان آمل، در حال حاضر محوطه باستانی تپه آن در سرخ رود شهرستان محمودآباد قرار دارد. قلعه ماهانه یکی از مراکز مهم اتفاقات دوره مرعشیان بود. زمانی که مرعشیان بر طبرستان تسلط یافتند و آمل را پایتخت خود قرار دادند سه خاندان مهم؛ باوندیان، کیائیان جلالی و چلاویان بر مازندران حکومت می‌کردند که هر کدام بخشی از این ولایت را تحت نفوذ و اختیار خود داشتند. در ۷۹۵ ق / ۱۳۹۳ م پس از حمله امیر تیمور گورکان، مرعشیان به قلعه ماهانه‌سر، رفتند و دو ماه مقاومت کردند اما نهایتاً تسلیم شدند. تیمور پس از گشودن قلعه ماهانه‌سر، به قتل بسیاری از اهالی آمل و ساری و دیگر نقاط مازندران پرداخت و سادات آن ناحیه را به ماوراءالنهر تبعید کرد.

## کاوش
در کاوش‌های تپه قلاع کتی سرخ رود که نخستین سایت باستانی نزدیک به نوار ساحلی مازندران با فاصله ۴ کیلومتر به دریا است، آثاری از بقایای قلعه ماهان سر که محل استقرار و پایتخت مراعشه بوده در این تپه تاریخی کشف شد.